# Barbus erubescens
Barbus erubescens là một loài cá vây tia loài trong họ Cyprinidae.
Nó là một loài cá nhỏ dài 40 đến 45 mm (1,6 đến 1,8 in) đối với con bắt đầu sinh sản và dài gấp đôi khi trưởng thành.